# I piaceri dello scapolo
I piaceri dello scapolo è un film del 1960 diretto da Giulio Petroni.
La pellicola ha per protagonisti Sylva Koscina e Mario Carotenuto.

## Censura
I Piaceri dello Scapolo, che uscì nei cinema italiani nel 1960, fu classificato dalla Commissione per la Revisione cinematografica del Ministero per i Beni e le Attività Culturali come vietato ai minori di sedici anni. La commissione impose inoltre che fossero ridotte le sequenze in cui la prostituta "Franca" appariva semisvestita e venissero eliminate le scene in cui la stessa assumeva posizioni e atteggiamenti provocanti, propri del suo mestiere, e le scene del frate elemosiniere e del frate a colloquio con Memmo. Le scene eliminate erano considerate offensive del pudore, della morale,  del buon costume e del sentimento religioso. Documento N° 31287, controfirmato il 22 Febbraio 1960 dal Ministro Domenico Magrì.